# Codicologia
Codicologia é o estudo da estrutura física do livro. 
A análise física do livro traz informações sobre o método de construção, seus anteriores proprietários, lugar de origem e ajuda a reconstruir sua aparência original. O estudo de codicologia deve situar o códice de modo a entender a transmissão do texto e a sua funcionalidade de leitura. Além disso, deve estudar as diferentes etapas de produção do códice, desde a fabricação dos suportes de escrita, passando pelas técnicas de manufatura da encadernação, das páginas e de cópia, pelos tipos de textos transmitidos, até o curso do tempo e da história das instituições que levaram à sua destruição ou à sua preservação até aos dias de hoje.